# Alfreda Markowska
Alfreda Noncia Markowska (10 de mayo de 1926 - 30 de enero de 2021) fue una mujer polaca de etnia gitana que durante la Segunda Guerra Mundial salvó a unos cincuenta niños judíos y gitanos de la muerte en el Holocausto y el genocidio de Porraimos.

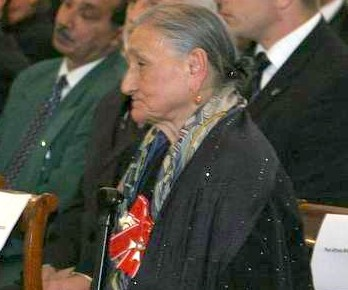
Alfreda Markowska en la ceremonia de entrega de la Orden de Polonia Restituta por el entonces presidente de Polonia, Lech Kaczyński

## Trayectoria
Markowska nació en un tabor gitano que recorría una zona de Stanisławów, en la región de Kresy de la Segunda República Polaca. En 1939, la invasión alemana de Polonia la sorprendió en Leópolis. Después de que la Unión Soviética invadiera también Polonia como parte del pacto Ribbentrop-Mólotov entre Iósif Stalin y Adolf Hitler, su tabor se trasladó a la parte de Polonia ocupada por los alemanes. En 1941, los alemanes asesinaron a todos los miembros de su familia (entre 65 y 85 personas), incluidos sus padres y hermanos, en una masacre cerca de Biała Podlaska, donde ella fue la única superviviente. Pasó varios días buscando en los bosques locales la fosa común de su familia. Se dirigió a Rozwadów, donde en 1942, a los 16 años, se casó. Mientras visitaban Stanisławów, ella y su esposo fueron capturados en una redada callejera por la policía ucraniana, que los entregó a los alemanes, pero la pareja logró escapar. Posteriormente, se vieron obligados a trasladarse a guetos romaníes en Lublin, Lodz y Bełżec, pero también huyeron de ellos y se establecieron en Rozwadów, donde los alemanes habían organizado un campo de trabajo para romaníes.

### Misiones de rescate
En Rozwadów, Markowska fue contratada en el ferrocarril y logró obtener un permiso de trabajo (Kennkarte) que le dio cierta protección contra nuevas detenciones. Se dedicó a salvar a judíos y gitanos, especialmente niños, de la muerte a manos de los nazis. Viajaba a lugares donde se producían masacres de poblaciones judías o gitanas y buscaba supervivientes, los llevaba a su casa, los escondía y obtenía documentos falsos que los protegían de los alemanes. Se calcula que salvó personalmente a unos 50 niños. Años más tarde, cuando se le preguntó por qué no había tenido miedo de ayudar, declaró que en aquel momento no esperaba superar la guerra ella misma, por lo que el miedo no había sido un problema.
En 1944, los soviéticos liberaron la zona. Debido a la política del Ejército Rojo de reclutar a la fuerza para sus filas a los gitanos, Markowska junto con su marido y algunos de los niños que había salvado (incluidos algunos niños alemanes que intentaron escapar de los soldados soviéticos) huyó hacia el oeste, primero al centro de Polonia y luego a los llamados Territorios Recuperados en la actual Polonia occidental.
Tras la guerra, las autoridades comunistas de la República Popular de Polonia iniciaron una campaña para obligar a los gitanos a asentarse y abandonar su estilo de vida tradicional. Como resultado, ella y su familia vivieron primero cerca de Poznan, en Przeźmierowo y posteriormente, después de morir su marido, en Gorzów Wielkopolski.
En octubre de 2006, Markowska fue condecorada con la Cruz de Comandante con Estrella de la Orden Polonia Restituta por salvar a niños judíos y gitanos durante la Segunda Guerra Mundial. En aquel momento, el entonces Presidente de Polonia, Lech Kaczyński, la elogió "por su heroísmo y su valentía fuera de lo común, por su excepcional mérito al salvar vidas humanas".
Markowska murió el 30 de enero de 2021, a los 94 años.